# Ceneri-Basistunnelen
Ceneri-Basistunnelen (CBT) er en jernbanetunnel i Kanton Ticino i Schweiz. Tunnelen fører under Monte Ceneri mellem Camorino på Magadino-sletten og Vezia nær Lugano. Denne tunnel er endnu en del af Neue Eisenbahn-Alpentransversale, NEAT. Ceneri-Basistunnelen vil blive en vigtig tilgangsrute til Gotthard-Basistunnelen, da den eksisterende forholdsvis stejle forbindelse over Monte Ceneri hverken er egnet til højhastighedstog eller tunge godstog. En anden tilgangsrute er Luino-forbindelsen langs Lago Maggiore, som er på vej til at blive opgraderet af Italien i forbindelse med åbningen af Gotthard-Basistunnelen. Begge forbindelser mødes på Magadino-sletten i den fremtidige Camorino-streng (italiensk: Nodo di Camorino).
Både Gotthart-Basistunnelen og Ceneri-Basistunnelen bygges på kontrakt fra den schweiziske føderale regering af Alptransit Gotthard AG. Bygningen af de to enkeltsporede tunneler med en planlagt længde på 15,4 km er begyndt i marts 2006. Den officielle start blev markeret den 2. juni 2006 med nedlæggelsen af en grundsten. En undersøgelsestunnel nær Sigirino blev allerede udgravet mellem 1999 og 2003 for at få geologiske oplysninger om klippeformationer på basistunnelens niveau. Ud fra de informationer, der blev indsamlet, blev det besluttet, at kun en lille del skal bores med en tunnelboremaskine, mens resten skal etableres ved hjælp af traditionelle sprængningsmetoder. 
Ceneri-Basistunnelen vil lette den lokale trafik, primært mellem de to storbyer Locarno og Lugano, men også Bellinzona og Lugano. Rejsetiden med S-banen fra Locarno til Lugano vil falde fra 50 til 22 minutter.

## Fremdrift
Den 11. juni 2009 meddelte bestyrelsen for AlpTransit Gotthard AG, at byggekontrakten for tunnelen var givet til Consorzio Condotte Cossi og var på 987 mio. Schweizerfranc. Overfladeinstallationerne byggedes i efteråret 2009. Borearbejdet begyndte i foråret 2010. Udgravningen forventes afsluttet i 2015. Herefter begynder installationen af jernbanens infrastruktur. Det forventes, at tunnelen kan tages i drift i slutningen af 2019.
Det statslige schweiziske jernbaneselskab SBB fik overdraget byggeriet den 1. september 2020, og indvielsesceremonien fandt sted den 4. september 2020.

## Eksterne links
- Alptransit Gotthard AG – Officiel projektside Arkiveret 27. februar 2009 hos  Wayback Machine

46°07′09″N 8°59′27″Ø / 46.1192°N 8.9908°Ø